# Cieszów (województwo dolnośląskie)
Cieszów (niem. Fröhlichsdorf) – wieś w Polsce, położona w województwie dolnośląskim, w powiecie wałbrzyskim, w gminie Stare Bogaczowice. 
W latach 1975–1998 wieś administracyjnie należała do województwa wałbrzyskiego.
Przez wieś przepływa rzeka Czyżynka. W części Cieszowa, zwanej Cieszowem Górnym, lub dawniej Cisowem, znajdują się ruiny zamku Cisy.

## Integralne części wsi
| SIMC    | Nazwa | Rodzaj     |
| ------- | ----- | ---------- |
| 0855240 | Cisów | przysiółek |

## Historia
Cieszów został założony jako lenna wieś zamkowa. W źródłach wymieniona po raz pierwszy w roku 1305 w wykazie wsi biskupstwa wrocławskiego Liber Fundationis Episcopatus Vratislaviensis. Cieszów do XVIII wieku związany był z majątkiem w Strudze i jej kolejnymi właścicielami. W okresie wojny trzydziestoletniej, w 1641 roku, wieś została zniszczona (spalona) i opuszczona. W 1781 roku właściciele majątku kupili złoże wapienne, po czym uruchomili kopalnię wapna. W akcie kupna zawartym pomiędzy młynarzem Johannem Christophem jako sprzedającym a młynarzem Johannem Gottliebem Tost jako kupującym z 8 sierpnia 1793 jest mowa o majątku dworskim Kalkhaus, który znajduje się na parceli cieszowskiego młyna wodnego i dla którego została ustalona roczna dzierżawa w wysokości l talara królewskiego i 20 srebrnych groszy. 
W początkach XIX wieku zaniechano wydobycia wapna. Wpływ na to miała wojna lat 1806–1807, a przede wszystkim niska opłacalność. Głęboko położone złoża były zalewane przez wody podskórne. W ostatniej ćwierci XIX wieku ponowiono próbę wydobycia wapna – czynny był jeszcze jeden piec.

## Zabytki
Do wojewódzkiego rejestru zabytków wpisany jest:
- zamek Cisy, z przełomu XIII i XIV w.

inne zabytki:
- bezstylowa kaplica
- pięć murowanych pieców wapienniczych w ruinie